# Darcs
Darcs — распределённая система управления версиями с широкими возможностями, может быть использована для замены CVS.
Darcs написана на языке Haskell, и может использоваться в GNU/Linux, Mac OS X, FreeBSD, NetBSD, OpenBSD и Microsoft Windows. Darcs включает CGI-скрипт для просмотра репозиториев через web.
В противоположность CVS и Subversion, но подобно Arch и Monotone, Darcs является «распределённой» системой управления версиями. Репозитории — это не синхронизированные друг с другом «острова», а система патчей. Darcs управляет потоками изменений между ними. В этом смысле Darcs принадлежит тому же поколению систем управления версий, что и Mercurial, Bazaar, Git.
Поскольку в Darcs записываются и хранятся патчи, и есть алгебра их вычислений, то легко реализуются такие интересные возможности как спонтанные автоматические ветви, перестановка патчей и ряд других.

## Camp
Camp («Commute And Merge Patches») — распределённая система управления версиями, использующая похожую теорию патчей. Целью создания Camp было формализовать теорию патчей Darcs. В частности, для доказательства корректности некоторых аспектов теории был использован Coq. На данный момент разработка Camp ещё далека до завершения и он пока не готов к повсеместному использованию.  По словам авторов Camp, он очень похож на Darcs, и авторы надеются что к завершению разработки первого эти два проекта объединятся.